# عرب قاری حاجی
عرب قاری حاجی، مرکز دهستان شلمی و روستایی از توابع بخش گلی‌داغ شهرستان مراوه‌تپه در استان گلستان ایران است.

## جمعیت
این روستا در دهستان مراوه تپه قرار دارد و براساس سرشماری مرکز آمار ایران در سال ۱۳۹۵، جمعیت آن ۱،۴۰۲ نفر (۳۵۲ خانوار) بوده‌است.